# Владимир Арсенијевић
Владимир Арсенијевић (рођен 29. априла 1965. у Пули), српски је књижевник, преводилац, уредник и публициста.

## Биографија
Свој први роман У потпалубљу (који је уједно и први део предвиђене тетралогије Клоака Максима) објавио је 1994. године. За ту књигу добио је НИН-ову награду за роман године као њен најмлађи добитник икад, а књига У потпалубљу је до сада једини деби роман којем је додељена ова угледна награда. Роман У потпалубљу преведен је на укупно двадесет језика, а позоришна представа која је по овом роману настала у продукцији Југословенског драмског позоришта и у режији Никите Миливојевића, проглашена је за најбољу 1996. године и награђена Стеријином наградом. Роман Анђела - други део циклуса Клоака Максима је објавио 1997. године. Од маја 1999. до септембра 2000. боравио у граду Мексику где је свирао с интернационалним тексашко-британско-српским панк бендом Лос Армстрингс. Лос Армстрингс 2000. објављују свој први и једини носач звука, Wanderlust у издању новосадског УрбаНС-а. Исте године излази Арсенијевићева трећа књига МЕКСИКО ратни дневник а 2004. године објављује илустровани роман Ишмаил који настаје у сарадњи са стрип цртачем Александром Зографом. Од септембра 2000. до марта 2007. године ради као уредник у издавачкој кући Ренде. Такође се бави превођењем с енглеског језика.
Основао је Удружење Крокодил, које је најпознатије по организацији фестивала "КРОКОДИЛ" (Књижевно регионално окупљање које отклања досаду и летаргију), веома посећене књижевне манифестације. Фестивал сваке године у амфитеатру испред Музеја Југославије окупља значајне књижевнике и уметнике из Србије, земаља бивше Југославије и иностранства. У септембру 2018. отворен је "Крокодилов центар за савремену књижевност", мултифункционални простор - ресторан и место за одржавање различитих догађаја (разговори о књигама, дебате, концерти, пројекције филмова...).
Живи у Београду.

## Награде и признања
- НИН-ова награда за роман У потпалубљу (1994)
- Стеријина награда за позоришну представу рађену по роману У потпалубљу (1996)
- Награда Народне библиотеке за најбољу књигу у мрежи јавних библиотека Србије за роман Предатор (2011)

## Дела
- У потпалубљу, први део предвиђене тетралогије Клоака Максима (1994)
- Анђела други, други део циклуса Клоака Максима (1997)
- Мексико ратни дневник (1997)
- Ишмаил, илустровани роман у сарадњи са стрип цртачем Александром Зографом (2004)
- Предатор (2009)[4]
- Лет, (2013)[5]
- Ово није весело место, збирка прича (2014)[6]
- Ка граници, трећи део тетралогије Клоака Максима (2018)
- Духови, трећи део тетралогије Клоака Максима (2023)[7]

### Преводи
- Мачо кучке Пет Калифије – Ренде, 2001,
- Божја чизма Бреда Фокса – Ренде, 2004,
- Чај у Сахари Пола Боулса – Ренде, 2005,
- Галеб Џонатан Ливингстон Ричарда Баха – Моно и Мањана, 2005,
- Тешко је наћи доброг човека Фленери О’Конор – Ренде, 2006.